# Xã Osnabrock, Quận Cavalier, Bắc Dakota
Xã Osnabrock (tiếng Anh: Osnabrock Township) là một xã thuộc quận Cavalier, tiểu bang Bắc Dakota, Hoa Kỳ. Năm 2010, dân số của xã này là 36 người.